# Magic System
Magic System is een Ivoriaanse muziekgroep. De groep maakt muziek in een genre dat eind jaren 90, mede onder hun invloed, ontstaan is: "coupé-décalé". De formatie bestaat tegenwoordig uit vier leden: Asalfo, Goudé, Tino en Manadja. Sinds Magic System in 1996 werd opgericht hebben zij vele grote hits gehad, als: "Premier Gaou", "Un Gaou A Oran", "Bouger Bouger", "C'cho ça brûle", "Ki Dit Mié", "Zouglou Dance" en, de grootste hit, "Magic In The Air".
De groep brak onverwacht door in Europa nadat de bekende diskjockey Bob Sinclar in 2002 het paar jaar oude nummer "Premier Gaou" gebruikte voor een remix.

## Biografie
Magic System ontstond in 1996 in de stad Abidjan en bestond uit zeven leden. Na enige tijd vertrokken 3 leden uit de band, om verder te gaan als de muziekgroep « Les marabouts ». Hierdoor bleef de formatie bestaan uit vier artiesten, die actief zijn onder de pseudoniemen: Asalfo, Goudé, Tino en Manadja. Deze groep speelt coupé-décalé, een muziekgenre waar de nadruk gelegd wordt op ritme, percussie en een (politieke) boodschap. Tevens mengen ze ook hedendaagse muziek, zoals R&B en hiphop met andere Afrikaanse muzieksoorten. Hierdoor werd Magic System grondlegger van de muziekstroming Zouglou, dat in een vrije vertaling ’een bij elkaar geraapt zooitje’ betekent.
Magic System heeft in heel Afrika meer dan 1,5 miljoen CDs verkocht. Ook in het Caribisch Gebied en in Frankrijk heeft Magic System veel aanhangers zitten omdat de groep in het Frans zingt. Het nummer Premier Gaou heeft dankzij Bob Sinclar langere tijd in Frankrijk op nummer 1 in de top 100 gestaan. Ook in de Verenigde Staten, Engeland en in Nederland werd dit nummer van Magic System een bescheiden succes. Vanaf dat moment brak de groep internationaal door en scoorde het vooral in Franstalige landen grote (zomer)hits. Ook gebruikte Magic System invloeden uit de rai bij het maken van de hits "Un Gaou A Oran" met de rapgroep 113, "On va s'amize" met Mohammed Lamine, en de hit "Même pas Fatigué" met Khaled.
Ook scoorde Magic System nog de discohit Bouger Bouger en een hit met het nummer Yana de Fohi, in samenwerking met reggae-artiest Alpha Blondy. Dankzij de radiozender FunX heeft Magic System in 2005 voor het eerst in Nederland opgetreden.
In juni 2025 bracht de groep Magic System het nummer "Vida Loca" uit, na een afwezigheid sinds 2021.

## Discografie

### Albums
| Album met eventuele hitnotering(en) in de Nederlandse Album Top 100 | Datum van verschijnen | Datum van binnenkomst | Hoogste positie | Aantal weken | Opmerkingen |
| ------------------------------------------------------------------- | --------------------- | --------------------- | --------------- | ------------ | ----------- |
| Papitou                                                             | 1997                  | -                     | -               | -            | -           |
| Premier Gaou                                                        | 2000                  | -                     | -               | -            | -           |
| Poisson d' avril                                                    | 2005                  | -                     | -               | -            | -           |
| Cessa Kie La Verite                                                 | 2005                  | -                     | -               | -            | -           |
| Ki dit mié                                                          | 2007                  | -                     | -               | -            | -           |